# Hisukattus
Hisukattus là một chi nhện trong họ Salticidae.